# Almazul
Almazul ist ein Ort und eine aus dem Hauptort und zwei Weilern (pedanías) bestehende Gemeinde (municipio) mit 60 Einwohnern (Stand: 2024) in der nordspanischen Provinz Soria in der Autonomen Gemeinschaft Kastilien-León.

## Lage
Der Ort Almazul liegt knapp 50 km (Fahrtstrecke) südöstlich der Provinzhauptstadt Soria am zumeist ausgetrockneten Río Henar in einer Höhe von ca. 980 m ü. d. M. Das Klima im Winter ist kühl, im Sommer dagegen durchaus warm; die geringen Niederschlagsmengen (ca. 510 mm/Jahr) fallen – mit Ausnahme der eher regenarmen Sommermonate – verteilt übers ganze Jahr.

## Bevölkerungsentwicklung
| Jahr      | 1900 | 1950 | 2000 | 2016 |
| Einwohner | 467  | 561  | 167  | 76   |

Der deutliche Bevölkerungsrückgang seit den 1950er Jahren ist im Wesentlichen auf die Mechanisierung der Landwirtschaft und den damit einhergehenden Verlust an Arbeitsplätzen zurückzuführen. Der Weiler Miñana ist inzwischen gänzlich verlassen.

## Geschichte
Auf dem Gemeindegebiet wurden viele Tonscherben gefunden, die auf eine Besiedlung in der Römerzeit schließen lassen; der Ortsname verweist jedoch auf einen islamisch-maurischen Ursprung. Im 11. Jahrhundert wurde die Gegend von den Christen zurückerobert (reconquista). Bis ins ausgehende Mittelalter war der Besitz von Almazul zwischen den Königreichen Kastilien und Aragón umstritten.
Mitte des 19. Jahrhunderts wurde das Nachbardorf Zárabes eingemeindet und 1966 das Dorf Mazaterón. 

## Wirtschaft
Im Mittelalter siedelten sich auch Kleinhändler, Handwerker und Dienstleister aller Art in der hauptsächlich agrarisch geprägten und sich weitgehend selbst versorgenden Landgemeinde an.

## Sehenswürdigkeiten

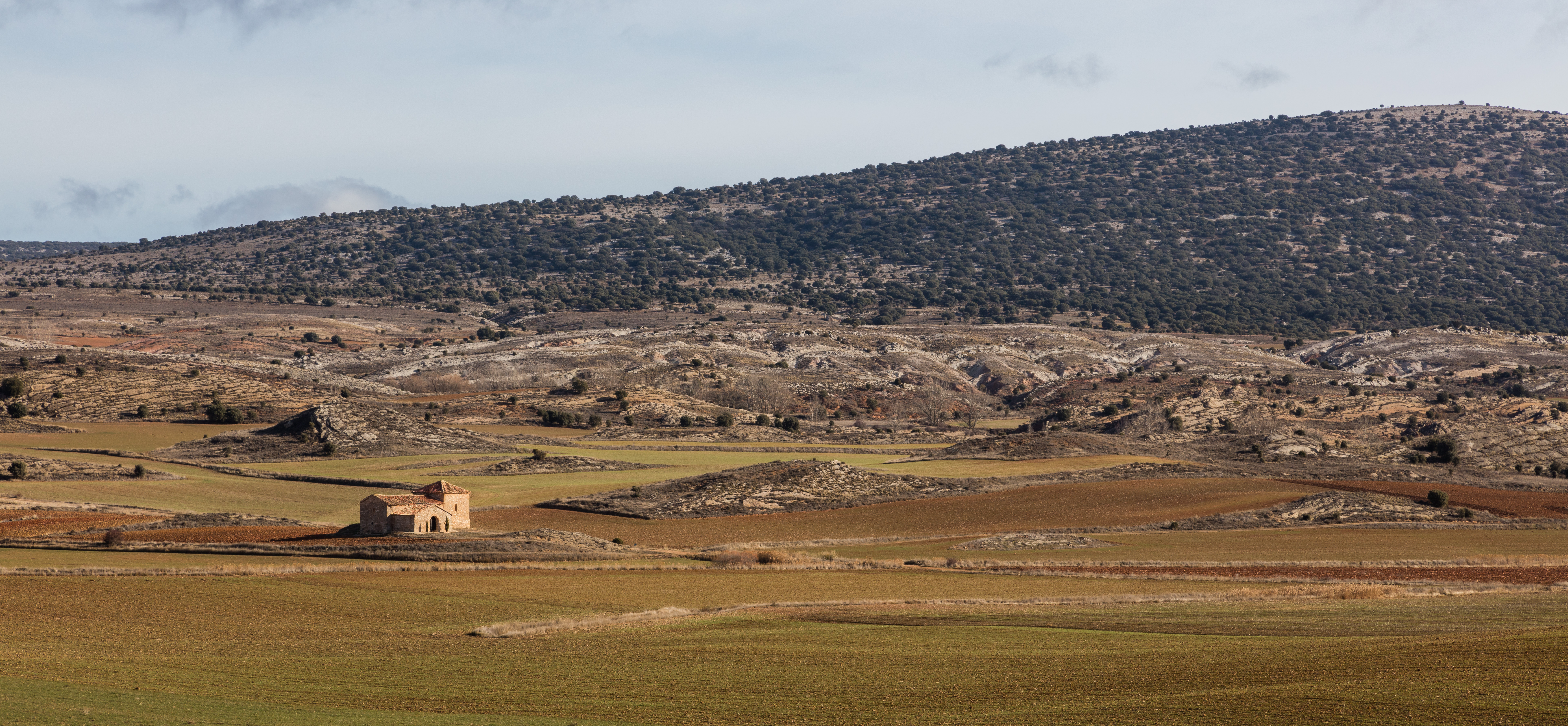
Ermita de la Virgen de la Mencalilla

- Die Entstehung der ehemaligen Kirche San Pedro reicht wahrscheinlich bis ins 12. Jahrhundert zurück.[8]
- Die heutige Pfarrkirche Nuestra Senora de la Blanca entstand erst im 17. Jahrhundert; die dreibogige Südvorhalle (portico) wurde später hinzugefügt. Das Kirchenschiff wird dominiert von mehreren Barockaltären.[9]
- Zu Beginn des 18. Jahrhunderts entstand ein Hospital zur Versorgung der Kranken und Sterbenden; um die Mitte des 19. Jahrhunderts wurde es zu einem Wohnhaus umgebaut.[10]

Umgebung
- Die Ermita de la Virgen de la Mencalilla befindet sich circa zwei Kilometer südöstlich des Ortes in einer beeindruckenden Landschaft.
- Die Kirchen von Zárabes und Mazaterón zeugen von einstiger Größe.[11]

## Söhne und Töchter des Ortes
- Emiliano Antonio Cisneros Martínez OAR (* 1945). Bischof von Chachapoyas